# جورج يموان
جورج يموان (بالفرنسية: Clément Georges Lemoine)‏ هو كيميائي فرنسي، ولد في 16 يناير 1841 في Tonnerre, Yonne ‏ في فرنسا، وتوفي في 13 نوفمبر 1922 في باريس في فرنسا.

## وصلات خارجية
- جورج يموان على موقع الموسوعة البريطانية (الإنجليزية)